# Conotrachelus deflexus
Conotrachelus deflexus – gatunek chrząszcza z rodziny ryjkowcowatych.

## Zasięg występowania
Ameryka Południowa, występuje w Brazylii.

## Budowa ciała
Przednia krawędź pokryw szersza od przedplecze, nieco zaokrąglona.